# Ruanda a 2011-es úszó-világbajnokságon
Ruanda a 2011-es úszó-világbajnokságon négy úszóval vett részt.

## Hosszútávúszás
Férfi
| Versenyző          | Esemény                            | Döntő | Döntő    |
| Versenyző          | Esemény                            | Idő   | Helyezés |
| ------------------ | ---------------------------------- | ----- | -------- |
| Jackson Niyomugabo | Férfi 5 kilométeres hosszútávúszás | OTL   | OTL      |
| Patrick Rukundo    | Férfi 5 kilométeres hosszútávúszás | OTL   | OTL      |

## Úszás
Férfi
| Versenyző          | Esemény                     | Selejtező | Selejtező | Elődöntő          | Elődöntő          | Döntő             | Döntő             |
| Versenyző          | Esemény                     | Idő       | Helyezés  | Idő               | Helyezés          | Idő               | Helyezés          |
| ------------------ | --------------------------- | --------- | --------- | ----------------- | ----------------- | ----------------- | ----------------- |
| Jackson Niyomugabo | Férfi 50 méteres gyorsúszás | 27.73     | 91        | Nem jutott tovább | Nem jutott tovább | Nem jutott tovább | Nem jutott tovább |
| Patrick Rukundo    | Férfi 50 méteres gyorsúszás | 28.08     | 93        | Nem jutott tovább | Nem jutott tovább | Nem jutott tovább | Nem jutott tovább |

Női
| Versenyző          | Esemény                      | Selejtező | Selejtező | Elődöntő          | Elődöntő          | Döntő             | Döntő             |
| Versenyző          | Esemény                      | Idő       | Helyezés  | Idő               | Helyezés          | Idő               | Helyezés          |
| ------------------ | ---------------------------- | --------- | --------- | ----------------- | ----------------- | ----------------- | ----------------- |
| Alphonsine Agahozo | Női 50 méteres gyorsúszás    | 31.41     | 68        | Nem jutott tovább | Nem jutott tovább | Nem jutott tovább | Nem jutott tovább |
| Johanna Umurungi   | Női 50 méteres pillangóúszás | 32.68     | 45        | Nem jutott tovább | Nem jutott tovább | Nem jutott tovább | Nem jutott tovább |